# Mandevilla huberi
Mandevilla huberi är en oleanderväxtart som beskrevs av G. Morillo. Mandevilla huberi ingår i släktet Mandevilla och familjen oleanderväxter. Inga underarter finns listade i Catalogue of Life.